# 709-й отдельный разведывательный артиллерийский дивизион (1-го формирования)
709-й отдельный разведывательный артиллерийский дивизион(1-го формирования) Резерва Главного Командования — воинское формирование Вооружённых Сил СССР, принимавшее участие в Великой Отечественной войне.
Сокращённое наименование — 709-й орадн РГК.

## История
Сформирован в Московском военном округе 10 декабря 1941 года года и направлен на укомплектование Юго-Западного фронта   .В действующей армии с 10.12.1941 по 8.02.1943.
В ходе Великой Отечественной войны вёл артиллерийскую разведку в интересах артиллерии соединений  21-й армии , 28-й армии Юго-Западного фронта и Сталинградского фронта , 65-й армии Донского фронта. Согласно Приказу  Верховного Главнокомандующего № 00226 от 31 октября 1942 г. 709 орадн 6 ноября 1942 года направлен на формирование 4-й ад РГК Донского фронта.
Приказом НКО СССР № 101 от 1.03.43г. преобразован в 15-й отдельный гвардейский разведывательный артиллерийский дивизион .

## Состав
- Штаб
- Хозяйственная часть
- батарея звуковой разведки (БЗР)
- батарея топогеодезической разведки (БТР)
- взвод оптической разведки  (ВЗОР)
- фотограмметрический взвод (ФГВ)
- артиллерийский метеорологический взвод (АМВ)
- хозяйственный взвод

## Подчинение
| Дата                 | Фронт                | Армия      | Корпус | Дивизия    | Бригада | Примечания |
| -------------------- | -------------------- | ---------- | ------ | ---------- | ------- | ---------- |
| 10.12.41 -1.04.42г.  | Юго-Западный фронт   | 21-я армия | -      | -          | -       | -          |
| 1.04.42-12.07.42г    | Юго-Западный фронт   | 28-я армия | -      | -          | -       | -          |
| 12.07.42-17.08.42г   | Сталинградский фронт | 21-я армия | -      | -          | -       | -          |
| Сталинградский фронт | 65-я армия           | -          | -      | -          | -       |            |
| 1.10.42-6.11.42г     | Донской фронт        | 65-я армия | -      | -          | -       | -          |
| 6.11.42-1.12.42г     | Донской фронт        | -          | -      | 4-я ад РГК | -       | -          |
| 1.12.42-1.02.43г     | Донской фронт        | 65-я армия | -      | 4-я ад РГК | -       | -          |
| 1.02.43-8.02.43г     | Донской фронт        | 21-я армия | -      | 4-я ад РГК | -       | -          |

## Командование дивизиона
Командир дивизиона
- майор Добросольцев Александр Васильевич

Начальник штаба дивизиона
- ст. лейтенант Кремс Кирилл Яковлевич

Военный комиссар дивизиона
- капитан Архипов Ефим Архипович

Помощник начальника штаба дивизиона
Помощник командира дивизиона по снабжению
- ст. лейтенант Неминущий Семён Николаевич

## Командиры подразделений дивизиона
Командир  БЗР
- ст. лейтенант Тулин Алексей Алексеевич
- лейтенант Симонов Виктор Николаевич

Командир БТР
- ст. лейтенант Носов Иван Сысоевич

Командир ВЗОР
Командир ФГВ
Командир АМВ
- ст. лейтенант Юрин Иван Иванович